# Luria (chi ốc biển)
Luria là một chi ốc biển, là động vật thân mềm chân bụng sống ở biển trong họ Cypraeidae, họ ốc sứ

## Hình ảnh

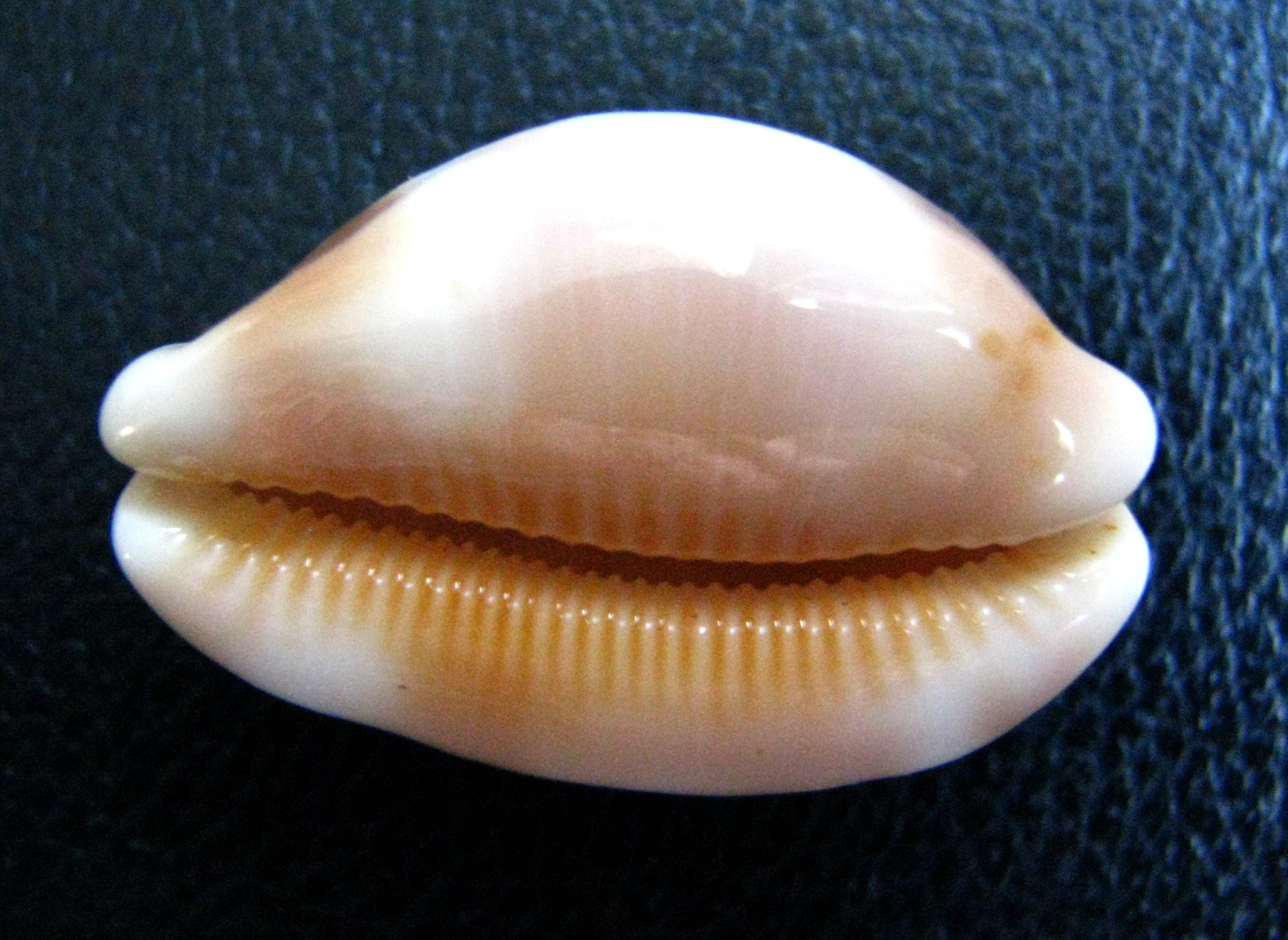

## Các loài
Các loài thuộc chi Luria bao gồm:
- Luria cinerea [2]
- Luria gilvella Lorenz, 2002[3]
- Luria isabella (Linnaeus)[4]
- Luria lurida (Linnaeus, 1758)[5]
- Luria pulchra (Gray, 1824)[6]